# Dachstein Skywalk

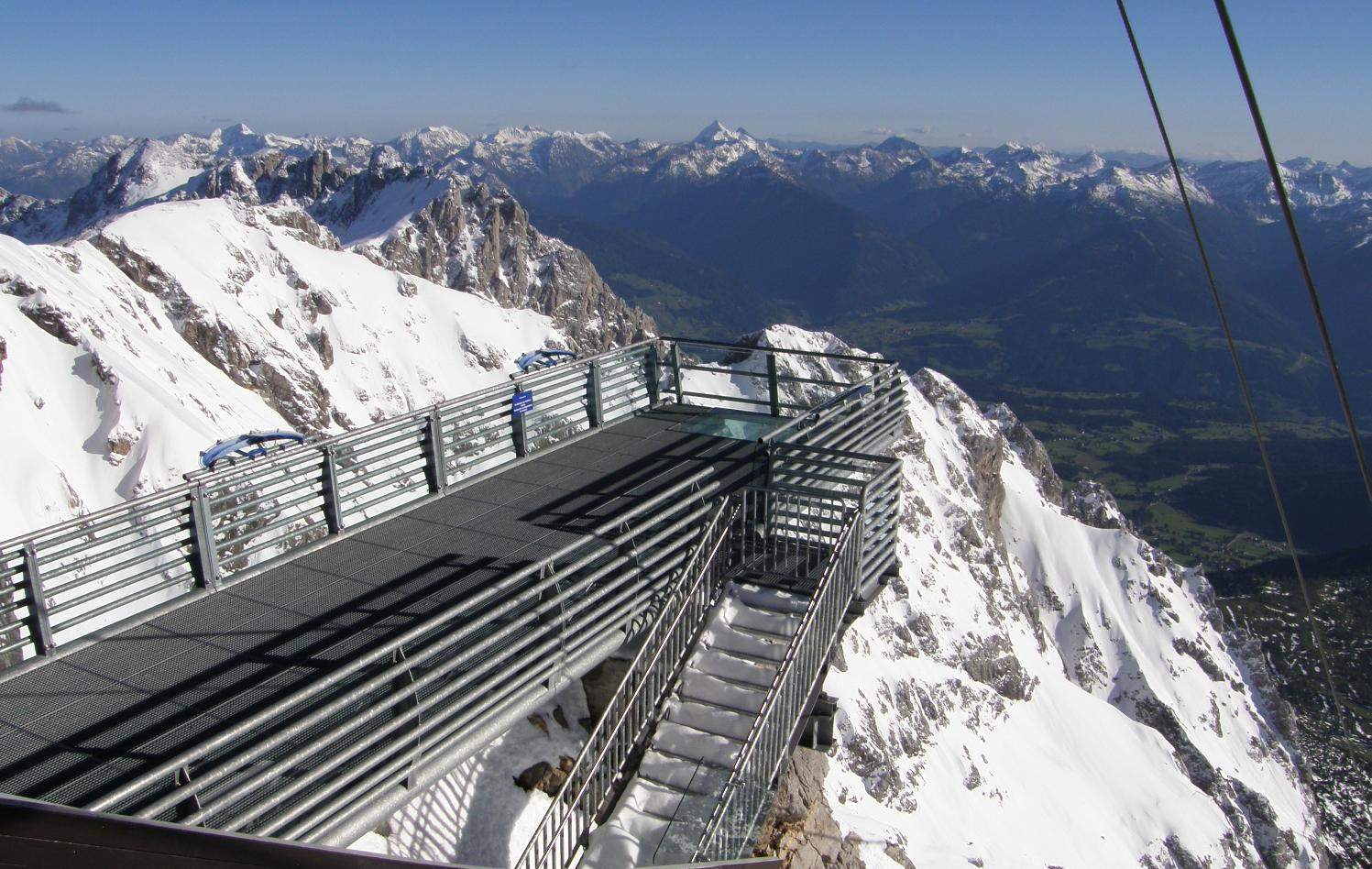
Der Skywalk am Dachstein

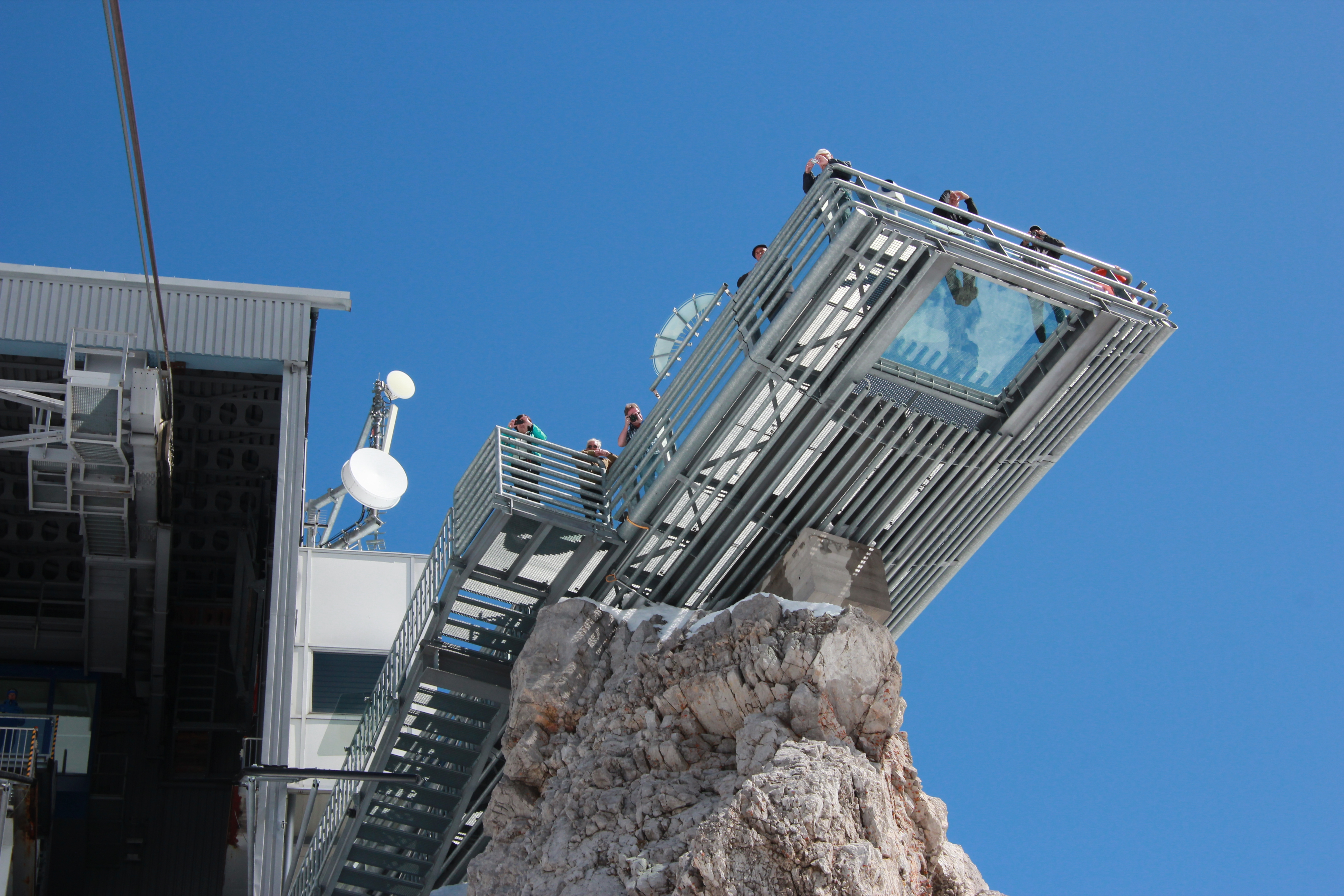
Unteransicht

Der Dachstein Skywalk ist eine Aussichtsplattform auf der Südseite der Bergstation der Dachstein-Südwandbahn am Hunerkogel im oberösterreichischen Skigebiet Dachsteingletscher.

## Allgemeines
Der Skywalk liegt auf etwa 2700 m, direkt neben der Bergstation. Er wurde 2005 als Balkon konstruiert und ragt über die 250 Meter senkrecht abfallende Felswand des Hunerkogels hinaus. Ein Teil der Bodenplattform ist aus Glas. Die Höhe der Aussichtsplattform über Grund ist deutlich größer als jene der Niagarafälle oder der Iguazú-Wasserfälle.
An klaren Tagen kann man vom Skywalk aus die ganzen Tauern mit dem Großglockner und Großvenediger und Richtung Süden bis zum Triglav in Slowenien und Richtung Norden über das Granit- und Gneishochland nach Tschechien sehen.
Neben einem außerordentlichen Fernblick bietet der Skywalk auch direkten Einblick in das Naturdenkmal Dachsteinsüdabsturz und Edelgrießgletscher, als Geotop des Aufbaues der Kalkalpen und zusammen mit Dachsteingipfel und der Dachsteinsüdwand ein Wahrzeichen der Steiermark.
Die Anlage wurde in vier Monaten Bauzeit errichtet und im August 2005 eröffnet. Die 40-Tonnen-Stahlkonstruktion hält Windgeschwindigkeiten von 210 km/h stand, kann Schneelasten von bis zu 8 Meter Schnee tragen und ist für 150 Personen konstruiert. Die Plattform hat eine Gesamtlänge von 17 Metern, wovon die letzten vier Meter über die Felskante hinausragen.
Der Skywalk liegt direkt an der Grenze der Kernzone des UNESCO-Welterbegebiets Kulturlandschaft Hallstatt–Dachstein/Salzkammergut, in beiden Bundesländern auch Naturschutzgebiet (Dachstein, auch Europaschutzgebiet, und Nordwestlicher Teil der Gemeinde Ramsau am Dachstein, Pflanzenschutzgebiet).
Die intensive touristische Erschließung ist begleitet von einer deutlichen Besucherstromlenkung, die einerseits den Naturschutzgedanken einem breiten Publikum erfahrbar und zu einem lokalen Wirtschaftsfaktor macht, andererseits durch Konzentration andere Gebiete ungestört erhält.

## Weitere Attraktionen

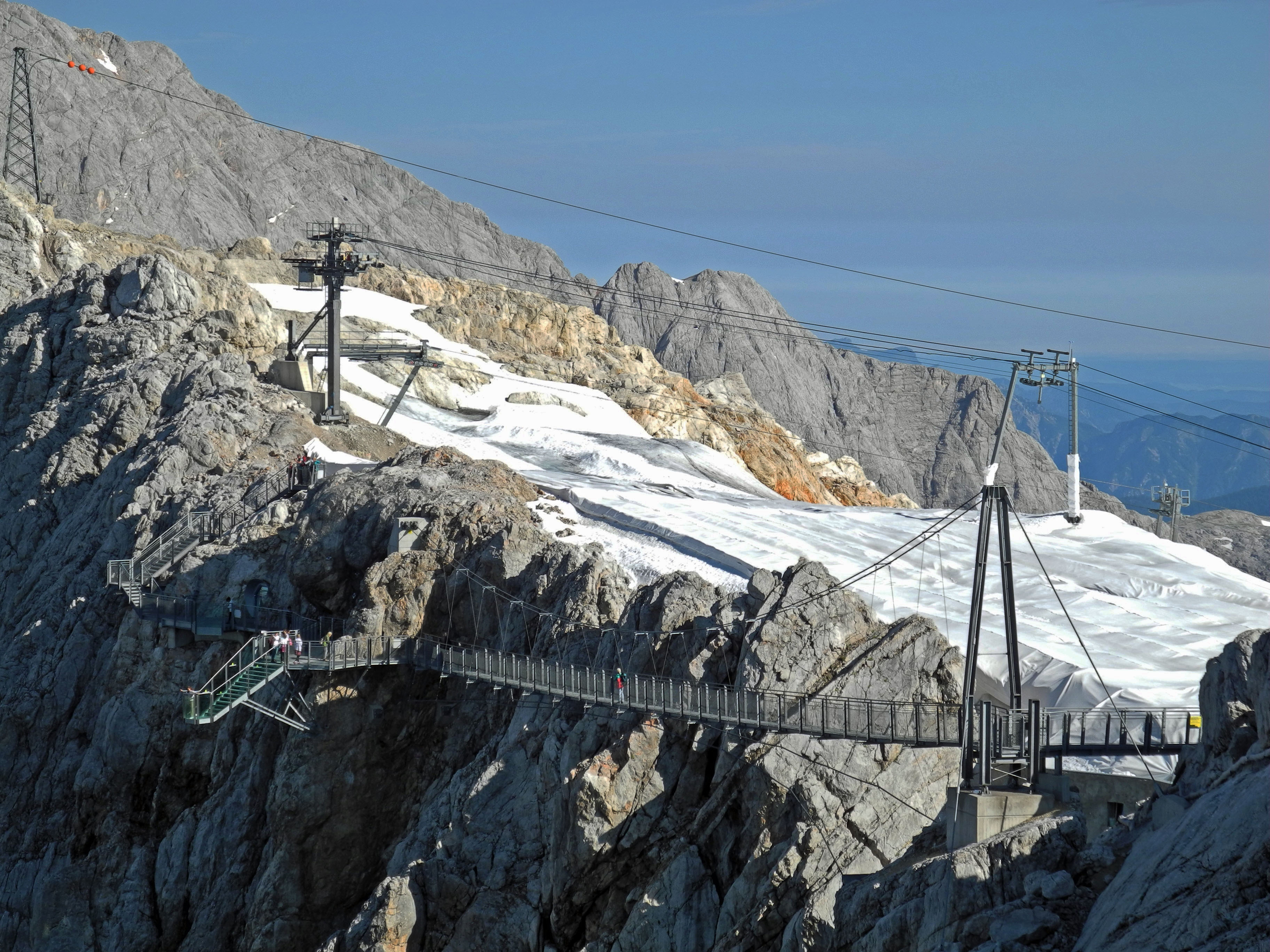
Die Hängebrücke am Dachstein, links die Treppe ins Nichts

Bereits 2007 wurden nahe der Bergstation Gänge und Kammern unter den Gletscher geschlagen und den Besuchern unter der Bezeichnung Eispalast zugänglich gemacht. In den Kammern werden Eiskunstwerke präsentiert.
Neben der Aussichtsplattform wurde 2013 ein Rundweg um die Bergstation der Dachstein-Südwandbahn errichtet.
Eine Hängebrücke, die die Bergstation mit dem Eispalast verbindet, liegt auf 2700 m Seehöhe und verläuft bis zu 400 m über Grund. Eröffnet im Juli 2013 ist sie damit die höchstgelegene Hängebrücke Österreichs.
An ihrem Ende wurde die Treppe ins Nichts ergänzt, 14 gläserne Stufen abwärts, die das Gefühl, über dem Abgrund zu stehen, noch einmal intensivieren.